# Местиско
Местиско (слч. Mestisko) насељено је мјесто са административним статусом сеоске општине (слч. obec) у округу Свидњик, у Прешовском крају, Словачка Република.

## Становништво
| Година:    | 1994. | 2004.   | 2014.   | 2024.   |
| ---------- | ----- | ------- | ------- | ------- |
| Број људи: | 465   | 465     | 472     | 429     |
| Разлика:   |       | -1,42 % | +1,50 % | -9,11 % |

| Година:    | 2023. | 2024.   |
| ---------- | ----- | ------- |
| Број људи: | 437   | 429     |
| Разлика:   |       | -1,83 % |

Према подацима о броју становника из 2024. године насеље је имало 429 становника.